# Clare County
Clare County je okres ve středu státu Michigan v USA. K roku 2000 zde žilo 31 252 obyvatel. Správním městem okresu je Harrison. Celková rozloha okresu činí 1 490 km².

## Sousední okresy
| Růžice kompasu | Missaukee County |              | Roscommon County | Růžice kompasu |
| Růžice kompasu | Osceola County   | Sever        | Gladwin County   | Růžice kompasu |
| Růžice kompasu | Osceola County   | Clare County | Gladwin County   | Růžice kompasu |
| Růžice kompasu | Osceola County   | Jih          | Gladwin County   | Růžice kompasu |
| Růžice kompasu | Isabella County  |              |                  | Růžice kompasu |